# Gary Soetaert
Gary Soetaert (né le 1er mars 1957 à Edmonton, dans la province de l'Alberta au Canada) est un joueur canadien de hockey sur glace.

## Carrière de joueur
Bagarreur, il est sélectionné par les Oilers d'Edmonton, alors de l'Association mondiale de hockey, en première ronde en 1974. Il ne joue que brièvement chez les professionnels, totalisant huit parties dans la Ligue internationale de hockey avec deux clubs en 1977-1978.

## Statistiques
| Saison    | Équipe                 | Ligue |    | Saison régulière | Saison régulière | Saison régulière | Saison régulière | Saison régulière |   | Séries éliminatoires | Séries éliminatoires | Séries éliminatoires | Séries éliminatoires | Séries éliminatoires |
| Saison    | Équipe                 | Ligue | PJ | B                | A                | Pts              | Pun              | PJ               | B | A                    | Pts                  | Pun                  |                      |                      |
| 1973-1974 | Oil Kings d'Edmonton   | WCHL  | 52 | 0                | 0                | 0                | 77               | -                | - | -                    | -                    | -                    |                      |                      |
| 1974-1975 | Oil Kings d'Edmonton   | WCHL  | 24 | 1                | 10               | 11               | 130              | -                | - | -                    | -                    | -                    |                      |                      |
| 1974-1975 | Wheat Kings de Brandon | WCHL  | 34 | 3                | 10               | 13               | 203              | 5                | 0 | 2                    | 2                    | 36                   |                      |                      |
| 1975-1976 | Wheat Kings de Brandon | WCHL  | 68 | 2                | 11               | 13               | 296              | 5                | 0 | 0                    | 0                    | 0                    |                      |                      |
| 1976-1977 | Chiefs de Kamloops     | WCHL  | 65 | 3                | 15               | 18               | 292              | 5                | 0 | 1                    | 1                    | 30                   |                      |                      |
| 1977-1978 | Goaldiggers de Toledo  | LIH   | 2  | 0                | 0                | 0                | 0                | -                | - | -                    | -                    | -                    |                      |                      |
| 1977-1978 | Komets de Fort Wayne   | LIH   | 6  | 2                | 1                | 3                | 46               | -                | - | -                    | -                    | -                    |                      |                      |